# یک‌صدایی
موسیقی یک‌صدایی یا مونوفونیک به موسیقی گفته می‌شود که تنها عنصر اصلی آن یک خط ملودی می‌باشد. یک‌صدایی نوعی بافت موسیقایی شامل تنها یک بخشِ لحنی است.
موسیقی در اروپا تا قرن رنسانس به صورت یک‌صدایی بود.